# Taihe (Ji’an)

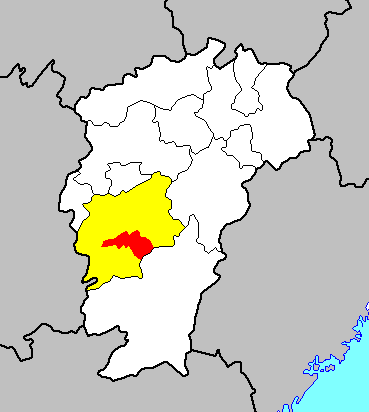
Lage von Taihe

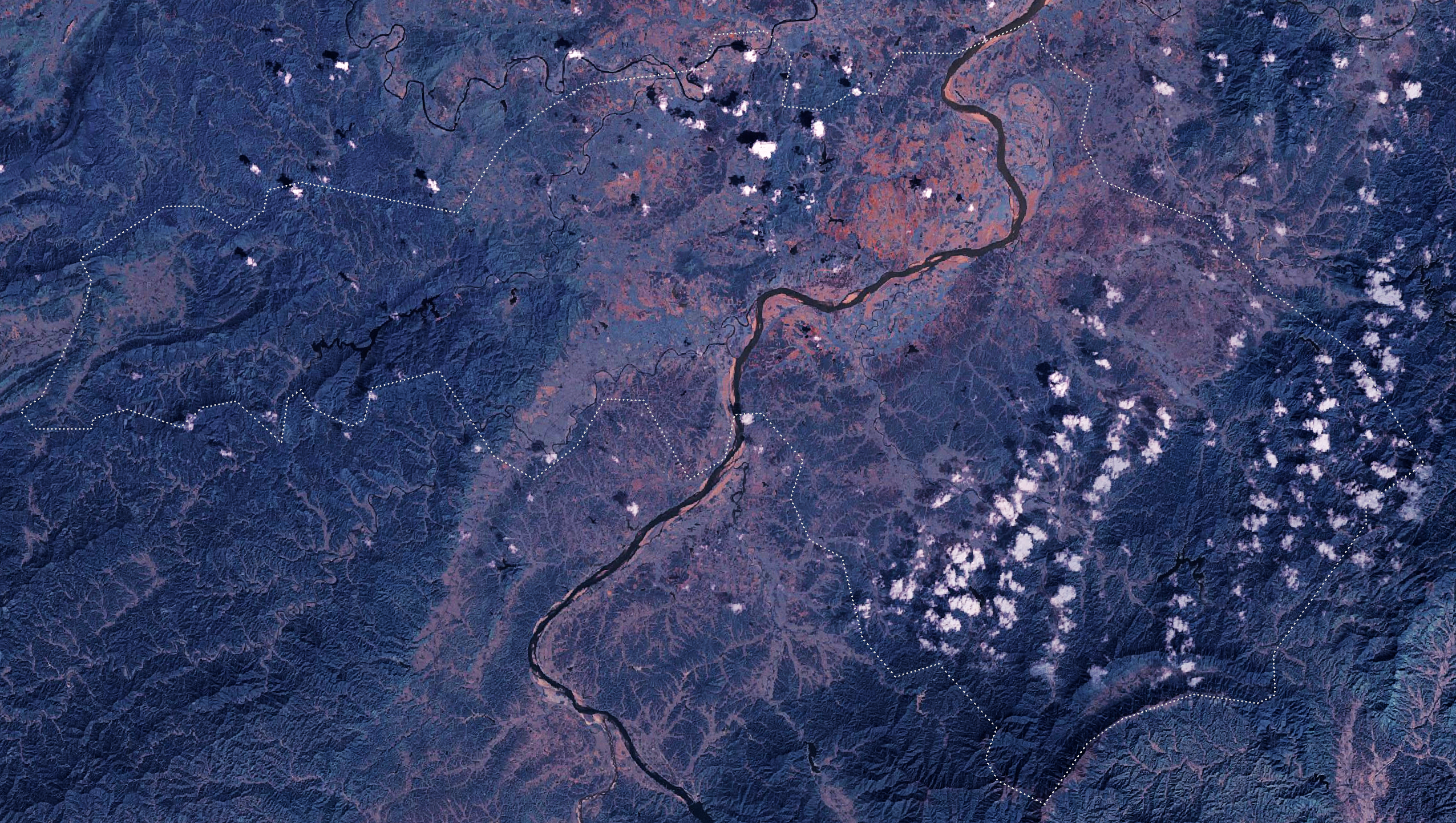
Satellitenbild des Kreises Taihe

Der Kreis Taihe (chinesisch 泰和县, Pinyin Tàihé Xiàn) ist ein Kreis, der zum Verwaltungsgebiet der bezirksfreien Stadt Ji’an in der chinesischen Provinz Jiangxi gehört. Er hat eine Fläche von 2.660 km² und zählt 512.225 Einwohner (Stand: Zensus 2010). Sein Hauptort ist die Großgemeinde Chengjiang (澄江镇). 
Die Stätte der Stadt Baikou (Baikou chengzhi 白口城址) aus der Zeit der Han-Dynastie bis Südlichen und Nördlichen Dynastie steht seit 2006 auf der Liste der Denkmäler der Volksrepublik China (6-101).